# Peter Itschert
Peter Marzellin Itschert (* 21. Dezember 1860 in Vallendar; † 23. Juni 1939 ebenda) war Jurist und Mitglied des Deutschen Reichstags.

## Leben
Itschert besuchte die Volksschule in Vallendar und Ahrweiler, die Gymnasien in Koblenz und Emmerich und die Universitäten in Straßburg und Bonn von 1880 bis 1883. Er wurde aktives Mitglied der katholischen Studentenverbindungen K.St.V. Frankonia-Straßburg und K.St.V. Arminia Bonn im KV. Im November 1883 wurde er Referendar und am 27. Juli 1889 Gerichtsassessor. Er war tätig in Linz am Rhein, Bockenheim, Homburg v. d. H.  und Frankfurt am Main. Danach war er ab 1. April 1899 Amtsrichter in Frankfurt und Landrichter daselbst von 1900 bis 1908. Danach war er bis 1920 Landgerichtsdirektor in Berlin. 1920 wurde er Senatspräsident beim Reichswirtschaftsgericht, das bei Streitigkeiten der staatlichen Wirtschaftslenkung und Überführung der Kriegs- in die Friedenswirtschaft zuständig war.
Er diente als Einjährig-Freiwilliger 1884/85 beim (damaligen) 4. Garde-Grenadier-Regiment Königin und war Oberleutnant der Landwehr-Infanterie II und Träger der Landwehr-Dienstauszeichnung.

## Politik
Von 1903 bis 1907 war Itschert Mitglied des Deutschen Reichstags für den Wahlkreis Regierungsbezirk Wiesbaden 1 (Obertaunus, Höchst, Usingen) und die Deutsche Zentrumspartei und von 1908 bis 1918 Mitglied des Preußischen Abgeordnetenhauses. Er hatte den Wiesbadener Wahlkreis 1903 mit einer Mehrheit von nur 439 Stimmen vor dem Kandidaten der SPD Friedrich Brühne gewonnen, der dann aber 1907 den Wahlkreis für sich gewann. Bei der Reichstagswahl 1912 trat er erneut als Kandidat der Zentrumspartei an.
In der Zentrumspartei gehörte Itschert als Beisitzer dem Parteivorstand an und war Rechnungsführer für die Parteifinanzen.